# Astreopora scabra
Astreopora scabra е вид корал от семейство Acroporidae. Видът не е застрашен от изчезване.

## Разпространение и местообитание
Разпространен е в Австралия, Американска Самоа, Гуам, Индонезия, Кирибати, Малки далечни острови на САЩ, Микронезия, Ниуе, Палау, Папуа Нова Гвинея, Самоа, Северни Мариански острови, Токелау, Тонга, Тувалу, Уолис и Футуна, Фиджи и Япония.
Обитава океани и рифове в райони с тропически климат.

## Описание
Популацията на вида е намаляваща.